# Durchschnittlich erfasste Varianz

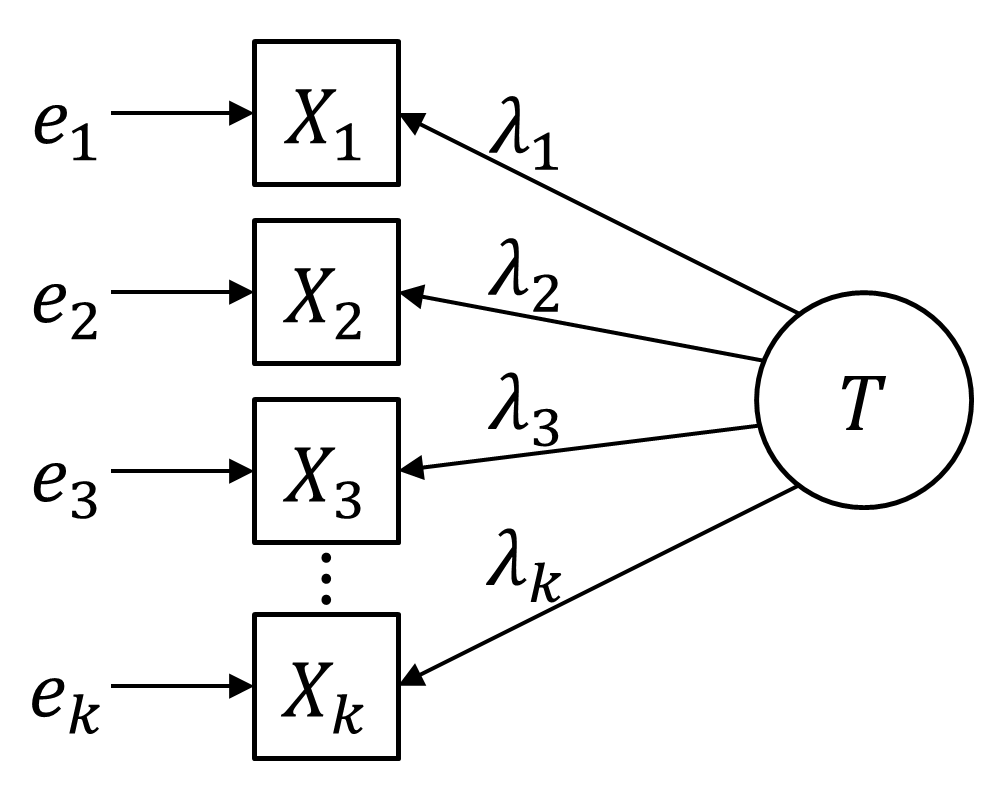
Kongenerisches Messmodell

Die durchschnittlich erfasste Varianz (DEV; englisch: average variance extracted, kurz: AVE) ist in der multivariaten Statistik eine Maßzahl für die Güte dessen, wie eine einzelne latente Variable (Konstrukt) {\displaystyle \eta } seine Indikatoren {\displaystyle y_{i}} ({\displaystyle i=1,\dotsc ,k}) erklärt. Dabei wird die Varianz eines jeden Indikators zerlegt in die Varianz ({\displaystyle \lambda _{i}^{2}}, d. h. der quadrierte Regressionskoeffizient), erklärt durch die latente Variable, und eine Fehlervarianz ({\displaystyle \operatorname {Var} (e_{i})}), nicht erklärt durch das Konstrukt.

## Definition
Die durchschnittlich erfasste Varianz (DEV) setzt die Varianz der Indikatoren, die durch das zugrundeliegende Konstrukt erklärt wird, ins Verhältnis zur Gesamtvarianz. Sie lässt sich damit wie folgt berechnen:
{\displaystyle DEV={\frac {\sum _{i=1}^{k}\lambda _{i}^{2}}{\sum _{i=1}^{k}\lambda _{i}^{2}+\sum _{i=1}^{k}\operatorname {Var} (e_{i})}}}.

## Interpretation
Die DEV kann Werte zwischen null und eins annehmen. Als annehmbar gilt, wenn {\displaystyle DEV>0{,}5}, d. h. im Durchschnitt sollen mehr als 50 % Varianz eines jeden Indikators durch die latente Variable erklärt werden bzw. von der Gesamtvarianz aller Indikatoren wird mindestens die Hälfte durch diese Variable erklärt (und damit mehr als durch die Fehlervarianzen).

## Bedeutung für die Bemessung von Diskriminanzvalidität
Ist die DEV eines Konstrukts höher als jede quadrierte Korrelation mit einem anderen Konstrukt, so kann auf Konstruktebene von Diskriminanzvalidität ausgegangen werden. Dieses Gütemaß wird als Fornell-Larcker-Kriterium bezeichnet, benannt nach den Autoren die DEV vorgeschlagen haben. (Zu beachten ist hierbei, dass die fehlerkorrigierten Korrelationen zwischen Konstrukten aus dem CFA-Modell statt der aus den Rohdaten entnommenen Korrelationen verwendet werden.) Dieses Gütemaß hat sich in Simulationsmodellen jedoch bei varianzbasierten Strukturgleichungsmodellen (z. B. der partiellen Kleinste-Quadrate-Schätzung) als wenig zuverlässig erwiesen, hingegen bei kovarianzbasierten Strukturgleichungsmodellen (z. B. Amos) auf Konstruktebene als sehr verlässlich. Ein neueres Verfahren zur Feststellung von Diskriminanzvalidität wurde von Henseler et al. (2014) vorgestellt und ist als heterotrait-monotrait ratio (HTMT) bekannt. Es liefert sowohl für varianzbasierte als auch kovarianzbasierte Strukturgleichungsmodelle zuverlässige Ergebnisse. Voorhees et al. (2015) schlagen für letztere eine Kombination beider Verfahren vor, wobei als Cutoff für HTMT der Wert 0.85 vorgeschlagen wird.

## Verwandte Koeffizienten
Die durchschnittlich erfasste Varianz ist neben der tau-äquivalenten Reliabilität {\displaystyle \rho _{T}} (auch Cronbachsches Alpha genannt, englisch: tau-equivalent reliability) und der kongenerischen Reliabilität {\displaystyle \rho _{C}} (englisch: congeneric reliability, veraltet auch composite reliability) eine der wichtigsten Größen zur Prüfung der Reliabilität einer Messskala.

## Mathematische Herleitung
Ausgehend vom Messmodell
{\displaystyle y_{i}=\lambda _{i}\eta +e_{i}}
folgt 
{\displaystyle \operatorname {Var} (y_{i})=\lambda _{i}^{2}+\operatorname {Var} (e_{i})}
unter der Voraussetzung von {\displaystyle \operatorname {Var} (\eta )=1} und der Unabhängigkeit von {\displaystyle \eta } und {\displaystyle e_{i}}. Dies ist z. B. gegeben bei Berechnung der Koeffizienten {\displaystyle \lambda _{i}} mit Hilfe der Faktorenanalyse. 
Die durchschnittlich erfasste Varianz ist dann die durch das Konstrukt erklärte totale Varianz der Indikatoren:
{\displaystyle DEV={\frac {\sum _{i=1}^{k}\lambda _{i}^{2}}{\sum _{i=1}^{k}\operatorname {Var} (y_{i})}}={\frac {\sum _{i=1}^{k}\lambda _{i}^{2}}{\sum _{i=1}^{k}\left(\lambda _{i}^{2}+\operatorname {Var} (e_{i})\right)}}={\frac {\sum _{i=1}^{k}\lambda _{i}^{2}}{\sum _{i=1}^{k}\lambda _{i}^{2}+\sum _{i=1}^{k}\operatorname {Var} (e_{i})}}.}
Werden die Koeffizienten {\displaystyle \lambda _{i}} mit Hilfe der Faktoranalyse auf Basis der Korrelationsmatrix durchgeführt, so wird lautet das Messmodell eigentlich:
{\displaystyle z_{i}=\lambda _{i}\eta +e_{i}}
mit den standardisierten Variablen {\displaystyle z_{i}=(y_{i}-{\bar {y}}_{i})/s_{y_{i}}} und {\displaystyle {\bar {y}}_{i}} das arithmetische Mittel sowie {\displaystyle s_{y_{i}}} die Standardabweichung der Variablen {\displaystyle y_{i}}. Für die standardisierte Variable gilt:
{\displaystyle 1=\operatorname {Var} (z_{i})=\lambda _{i}^{2}+\operatorname {Var} (e_{i})\Longrightarrow \operatorname {Var} (e_{i})=1-\lambda _{i}^{2}}.